# Tika Sumpter
Tika Sumpter, született Euphemia LatiQue Sumpter néven (New York, 1980. június 20. –) amerikai színésznő.

## Élete és pályafutása
New York Queens városrészében született. Három lány- és három fiútestvére van. Családja anyagi gondjai miatt már fiatalon dolgozott. Végzős középiskolás korában összeköltözött a barátjával, de kapcsolatuknak négy év múlva vége szakadt. Ezt követően kezdett énekléssel és színészettel foglalkozni.
Mire tizennyolc éves lett, rendszeresen eljárt különféle meghallgatásokra, legelső szerepe egy reklámfilmben volt. A Magyarországon nem sugárzott One Life to Live című szappanopera rendezője ebben a reklámban figyelt fel Tikára és őt választotta Layla Williamson szerepére. Sumpter a sorozat kétszázharmincnégy részében szerepelt. 
2011-ben a The Game című vígjáték-drámasorozatban kapta meg Jenna Rice szerepét, majd a Gossip Girl – A pletykafészek rendezői is felfigyeltek a lányra, nekiadva Raina Thorpe szerepét.
A Számos pasas (2011) című romantikus vígjátékban a főszereplő Ally nővérét, Jamie-t alakítja.

## Filmográfia

### Film
| Év   | Magyar cím                       | Eredeti cím                | Szerep                 | Magyar hang        |
| ---- | -------------------------------- | -------------------------- | ---------------------- | ------------------ |
| 2009 | Brooklyn mélyén                  | Brooklyn's Finest          | szomszéd lány          |                    |
| 2010 | Újra lökd a ritmust!             | Stomp the Yard: Homecoming | Nikki                  |                    |
| 2010 | Salt ügynök                      | Salt                       | pultos                 |                    |
| 2011 |                                  | Whisper Me a Lullaby       | Emma                   |                    |
| 2011 | Számos pasas                     | What's Your Number?        | Jamie                  | Bogdányi Titanilla |
| 2012 |                                  | Sparkle                    | Delores "Dee" Anderson |                    |
| 2012 | Gondolkozz pasiaggyal!           | Think Like a Man           | Dominic barátnője      |                    |
| 2013 |                                  | A Madea Christmas          | Lacey                  |                    |
| 2014 | Pofázunk és végünk               | Ride Along                 | Angela Payton          | Nemes Takách Kata  |
| 2014 | A férjem igazi vesztes           | My Man Is a Loser          | Clarissa               | Bogdányi Titanilla |
| 2014 | Get on Up – A James Brown sztori | Get on Up                  | Yvonne Fair            | Molnár Ilona       |
| 2015 |                                  | You Never Left (rövidfilm) | Euphemia               |                    |
| 2016 | Pofázunk és végünk Miamiban      | Ride Along 2               | Angela Payton-Barber   | Nemes Takách Kata  |
| 2016 |                                  | Southside with You         | Michelle Robinson      |                    |
| 2018 | Úriember revolverrel             | The Old Man & the Gun      | Maureen                | Laurinyecz Réka    |
| 2018 | Nővérek szabadlábon              | Nobody's Fool              | Danica                 | Bogdányi Titanilla |
| 2019 | Járulékos veszteség              | An Acceptable Loss         | Elizabeth "Libby" Lamm | Bogdányi Titanilla |
| 2019 |                                  | The Nomads                 | Cassey McNamara        |                    |
| 2020 | Sonic, a sündisznó               | Sonic the Hedgehog         | Maddie Wachowski       | Bogdányi Titanilla |
| 2022 | Sonic, a sündisznó 2.            | Sonic the Hedgehog 2       | Maddie Wachowski       | Bogdányi Titanilla |
| 2024 | Sonic, a sündisznó 3.            | Sonic the Hedgehog 3       | Maddie Wachowski       | Bogdányi Titanilla |
| 2024 |                                  | The Underdoggs             | Cherise                |                    |

### Televízió
| Év        | Magyar cím                               | Eredeti cím                       | Szerep                     | Megjegyzések                                                   |
| --------- | ---------------------------------------- | --------------------------------- | -------------------------- | -------------------------------------------------------------- |
| 2004–2005 |                                          | Best Friend's Date                | önmaga                     | házigazda                                                      |
| 2005–2011 |                                          | One Life to Live                  | Layla Williamson           | főszereplő (234 epizód)                                        |
| 2006      | Esküdt ellenségek: Különleges ügyosztály | Law & Order: Special Victims Unit | Vegas                      | 1 epizód                                                       |
| 2011      | Gossip Girl – A pletykafészek            | Gossip Girl                       | Raina Thorpe               | visszatérő szerep (11 epizód)                                  |
| 2011–2012 |                                          | The Game                          | Jenna Rice                 | visszatérő szerep (10 epizód)                                  |
| 2013      |                                          | Being Mary Jane                   | Tonya                      | 1 epizód                                                       |
| 2013–2021 |                                          | The Haves and the Have Nots       | Candace Young              | főszereplő                                                     |
| 2015      | Bessie                                   | Bessie                            | Lucille                    | - tévéfilm - magyar hangja: - Mezei Kitty                      |
| 2018–2021 | Az űr vége                               | Final Space                       | Quinn / Nightfall (hangja) | 36 epizód                                                      |
| 2019–2021 | Mixed-ish                                | Mixed-ish                         | Alicia Johnson             | főszereplő                                                     |
| 2023      |                                          | Run the World                     | Naomi                      | 2 epizód                                                       |
| 2024      | Knuckles                                 | Knuckles                          | Maddie Wachowski           | - minisorozat (1 epizód) - magyar hangja: - Bogdányi Titanilla |

### Videójáték
| Év   | Cím                     | Szerep             |
| ---- | ----------------------- | ------------------ |
| 2022 | Final Space: The Rescue | Nightfall (hangja) |